# Bralin (przystanek kolejowy)
Bralin – nieczynny od 2002 roku przystanek kolejowy w Bralinie, w województwie wielkopolskim, w Polsce.  Przystanek na linii kolejowej nr 181 z Wielunia Dąbrowy do Oleśnicy.